# An American in Paris (film)
An American in Paris is een Amerikaanse muziekfilm uit 1951 van Vincente Minnelli met in de hoofdrol Gene Kelly (die ook de choreografie deed)). Zijn tegenspeelster was Leslie Caron, in haar eerste film.
Het (revolutionaire) uitgangspunt voor de film was om het werk van George Gershwin, met name de compositie An American in Paris uit 1928, te combineren met Franse impressionisten. Uiteindelijk werd deze compositie niet alleen gecombineerd met de schilderkunst maar ook met Amerikaanse en Franse dans, in een 17 minuten durend (slot)ballet.
An American in Paris was een groot succes met een omzet in de bioscoop van meer dan acht miljoen dollar (wereldwijd). De film won zes Oscars. Bovendien werd tegelijkertijd een extra Oscar uitgereikt aan Gene Kelly voor zijn hele werk en de Irving G. Thalberg Memorial Award  aan producent Arthur Freed. In 1993 werd An American in Paris vanwege het cultureel, esthetisch en historisch belang opgenomen voor conservatie in het National Film Registry van het Amerikaanse Library of Congress.

## Verhaal
De Amerikaan Jerry Mulligan (Gene Kelly), een veteraan uit de Tweede Wereldoorlog, probeert een carrière als kunstschilder op te bouwen in Parijs. Hij is regelmatig te vinden bij zijn vrienden, concertpianist Adam (Oscar Levant), die ook bezig is met zijn carrière, en de Franse ster en zanger Henri Baurel (Georges Guétary). De eerste twee hebben veel talent maar weinig geld en Jerry komt in aanraking met Milo Roberts (Nina Foch), een eenzame dame uit de betere kringen die hem financieel wil ondersteunen. Jerry raakt verliefd op de jonge Française Lise Bouvier (Leslie Caron), die een relatie heeft met Henri Baurel, maar ook verliefd raakt op Jerry. Verdere verwikkelingen volgen.

## Rolverdeling
| Acteur          | Personage           |
| --------------- | ------------------- |
| Gene Kelly      | Jerry Mulligan      |
| Leslie Caron    | Lise Bouvier        |
| Oscar Levant    | Adam Cook           |
| Georges Guétary | Henri "Hank" Baurel |
| Nina Foch       | Milo Roberts        |
| Eugene Borden   | Georges Mattieu     |

## Voorgeschiedenis
Arthur Freed gaf binnen MGM leiding aan wat wat wel de Freed unit heette, waarmee hij de ene musical na de andere produceerde. Binnen deze eenheid verzamelde hij toptalent op allerlei gebied, zodat er veel ambitie en mogelijkheden waren om iets bijzonders te maken.

### De droom van Freed
In 1948 was de balletfilm The Red Shoes een onverwacht kassucces. Voor producent Arthur Freed reden om zich nog eens te buigen over het idee dat hij had over een musicalfilm met een lange balletfinale. Tijdens een voorstelling van de suite An American in Paris van George Gershwin had hij inspiratie gekregen voor een musical rond deze compositie. In Freeds gedachten bouwde hij de suite uit tot een musical vol liedjes en composities van Gershwin. Het idee om van An American in Paris zelf een balletnummer te maken ontstond pas tijdens het filmen.

### Begin
Freed was een vriend van Ira Gershwin, en er was snel een principe overeenkomst, mits de muziek in de film allemaal van Gershwin was. De filmrechten van An American in Paris - A Tone Poem for Orchestra van George Gershwin werden door MGM op 1 juni 1949 gekocht voor 158.750 dollar. Ira ontving een bonus van 56.250 dollar voor zijn diensten als consultant en de opdracht nieuwe teksten te schrijven voor de liedjes. 
Scenarist Alan Jay Lerner kreeg in december 1949 de opdracht om het scenario te schrijven. Hij werkte er in eerste instantie aan in periodes van 12 uur tot hij een script had, en werkte tot juni aan de laatste puntjes. Op 12 juni werd de eerste versie aan Freed gepresenteerd. Er volgden nog enige revisies maar uiteindelijk werd de film gemaakt volgens de eerste versie.
Het script werd rondom de gewenste personages geschreven. Een prominente rol werd opgezet voor Oscar Levant, een groot kenner van het werk van George Gershwin, die eerder een belangrijke bijdrage had geleverd aan Rhapsody in blue, een biografische film over George Gershwin. Hij gold als een briljant, maar neurotisch pianist en componist, dus werd er in het script een briljant, maar neurotisch pianist en componist opgenomen (Adam Cook).
Verder hoorde er in de film, die immers speelde in Parijs, een wat oudere en geslaagde Franse heer, een bon vivant; deze rol (Henri Baurel) werd geschreven speciaal voor  Maurice Chevalier. Daarbij was geen rekening gehouden met het gegeven dat Chevalier veel voorstellingen had gegeven onder het Vichy regime en nog steeds omstreden was. Er doen verschillende verhalen de ronde over waarom het niet Chevalier werd, maar volgens Gene Kelly hield Chevalier de eer aan zichzelf en weigerde de rol. Uiteindelijk kreeg Georges Guétary de rol, alhoewel hij in werkelijkheid jonger was dan Gene Kelly. Het zou zijn enige Amerikaanse film blijven.
De hoofdrol van Amerikaan in Parijs hoorde vervuld te worden door een acteur die zowel kon dansen als zingen. Freed kon hiervoor kiezen uit de twee topdansers uit de stal van MGM, Fred Astaire en Gene Kelly. Ieder met een eigen stijl en duidelijk andere sterke punten. Omdat het de bedoeling was iets vernieuwends te maken en Kelly bovendien sterk was in het met dans vertellen van een verhaal kreeg hij de rol van Jerry Mulligan. Hij had veel succes gehad met On the Town en stond op het toppunt van zijn roem. Kelly ging zich gelijk bemoeien met de audities en later ook met de regie.
Voor de rol van Lise Bouvier, de tegenspeelster van Kelly, waren de nodige kandidaten. Freed overwoog Vera-Ellen, die in On the Town aan Kelly was gekoppeld, maar zij viel af, net als Cyd Charisse die zwanger bleek. Zelf was Freed erg gecharmeerd van danseres Marge Champion, maar zij wilde haar dansact met haar man Gower Champion niet opgeven. Het was Gene Kelly die kwam met de suggestie om een Française in te huren; hij had twee jaar eerder met twee jonge Françaises een filmtest opgenomen. Een van hen was de jonge balletdanseres Leslie Caron die hij in Parijs had zien dansen. Freed ging overstag en op 29 mei 1950 tekende Caron een contract met MGM. Omdat Caron niet kon zingen (en niet kon acteren) werd de film een van de weinige musicals met alleen liedjes gezongen door mannen. Ook werden de dansnummers ontworpen op wat Caron makkelijk kon uitvoeren, vanuit haar achtergrond als balletdanseres.

## Productie
Het budget voor de film kwam uiteindelijk op $ 2.723.903.

### Opnameperioden
De film werd opgenomen in drie opnameblokken. De eerste periode was tussen 1 augustus en 1 november 1950 en de tweede tussen 9 januari en 2 april 1951. Tussen deze opnames waren de repetities en de opnames voor de beroemde balletscène. Tussen 2 november en 5 december 1950 werd hiervoor gerepeteerd, terwijl tussen 6 december 1950 en 8 januari 1951 de opnamen plaatsvonden. 
Regisseur Vincente Minnelli was officieel de enige regisseur, maar hij had huwelijksproblemen. Zijn huwelijk met actrice Judy Garland stond op springen en de regisseur moest soms verstek laten gaan. Gene Kelly nam dan voor hem waar. Zo regisseerde Kelly de scène rond het nummer Embraceable You geheel alleen. Toen Kelly intensief repeteerde voor het grote eindballet (tussen 2 november en 5 december 1950) kon Minnelli zelfs tijd vinden om de film Father's Little Dividend met Elizabeth Taylor te regisseren. 

### Seks en waterpokken
Probleem bij de opname was de censuur. Dit was de tijd van de Hays Code, Hollywoods eigen zelfcensuur, waarop toegezien werd door de Breen Office, het kantoor van oppercensor Joseph Breen. Zo was het idee dat Milo Roberts meer geïntereseerd zou zijn in Jerry Mulligan zelf dan in zijn werk een brug te ver. Ook  de introductiescène van Leslie Caron leverde gelijk problemen op bij de censuur. Op het nummer Embraceable You liet Gene Kelly de Française een dans uitvoeren met een stoel, waarbij het rokje dat ze droeg weinig aan de verbeelding overliet. De vrouwelijke censor die tijdens de opnamen aanwezig was, vond dit veel te suggestief, maar kwam al snel onder de invloed van de charme van Kelly, die zijn opnamen verdedigde. De scène werd uiteindelijk, met kleine aanpassingen, goedgekeurd. 
De nog piepjonge Caron was zich niet bewust van al dit gepraat over suggestiviteit. Ze kon nauwelijks het tempo van Kelly bijhouden. Als gevolg van ondervoeding opgelopen tijdens de Tweede Wereldoorlog was ze snel moe en kon niet iedere dag dansen. Kelly was bezorgd over haar gezondheid en zorgde voor regelmatige rustpauzes en vrije dagen. 
Nina Foch kreeg tijdens de opnamen last van waterpokken, zodat de opnamen drie dagen stil vielen. Dit kwam het productieteam goed uit omdat er nog geen plan was voor het slotballet, dat nu inderhaast ontworpen kon worden. Na het herstel van Nina Foch was een team van schoonheidsspecialisten telkens uren bezig de littekens in haar gezicht weg te werken.

### Cinematografische aantekeningen
Als voorbereiding op de namen, en met name voor de dansscènes, vroeg Gene Kelly aan MGM om de vertoning van twee films. Volgens een memo uit de MGM-archieven ging het om de Franse film L'Orange Eté en de Franse tekenfilm La Joie de Vivre uit 1934. Beide films bevatten uitgebreide dansscènes. Kelly werkte nauw samen met regisseur Minnelli en cinematograaf Alfred Gilks voor de coördinatie en uitwerking van de dansnummers. Gilks gebruikte een camera die werkte volgens het rondhorizonprincipe, een cameraopstelling die een cirkelvormig panorama van dertig meter kon opnemen. Een andere scène, waarbij Caron en Kelly de trappen van de Sacre Coeur oprennen, werd gemaakt in samenwerking met de special effects-afdeling. Gilks liet de trappen gedeeltelijk nabouwen in de studio en filmde de rennende acteurs. In de nabewerking werd de achtergrond met de kerk toegevoegd.

### Uit de montage geknipte scènes
Een aantal scènes verdween uit de film, zoals Love Walked In gezongen door Guétary. Een door Gene Kelly in pyjama gedanste en gezongen scène rond het nummer I've Got a Crush on You haalde ook de eindmontage niet. Belangrijker was het weghalen van een scène tussen Oscar Levant en Nina Foch. In deze scène werden een aantal belangrijke details onthuld die meer licht wierpen op de plotontwikkeling. De scène zou oorspronkelijk na de climax van de balletscène komen. Tijdens de montage vonden Kelly en Minnelli dat de scène als mosterd na de maaltijd kwam en te veel tijd innam, waarna het materiaal op de vloer van de montagekamer belandde.

### Locaties en decors
Kelly en Minnelli wilden graag de film in Parijs opnemen, maar daar stak MGM een stokje voor. Er werden 44 sets gebouwd in de MGM-studio in Culver City, Californië, waarbij niet geprobeerd werd het toenmalige Parijs na te bouwen, maar het Parijs van de impressionisten. Wel werden enige opnamen van Parijs gemaakt door een Second Unit. Men filmde vanaf 2 september 1950 in de Lichtstad, maar moest de opnamen vrijwel gelijk onderbreken vanwege de aanhoudende regen. Na het opknappen van het weer filmde men nog tot 22 september. Uiteindelijk gebruikte de editor in de montage enige opnames van monumenten uit Parijs, sfeeropnamen van de straten en een shot van Milo's auto die naar het hotel rijdt. 
De schilderijen die zijn personage, de schilder Jerry, laten zien, werden gemaakt door kunstenaar Gene Grant.

### Het slotballet

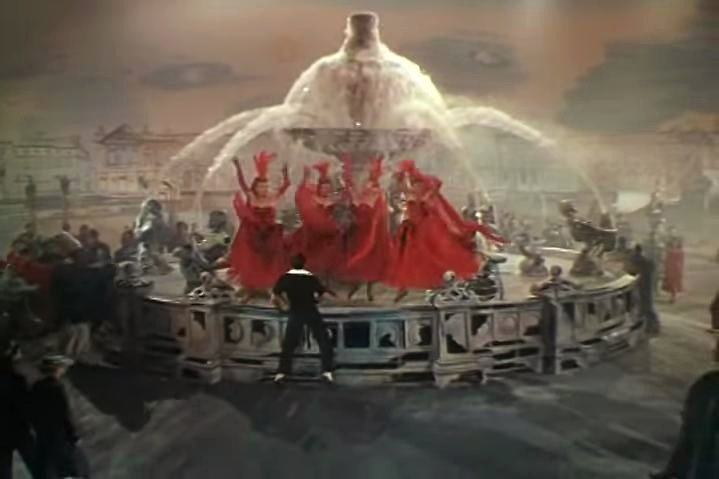
still uit het slotballet

Voor het slotballet werd een aparte cinematograaf ingehuurd, John Alton, die een grote staat van dienst had en net een boek over belichting geschreven had. Wel was dit diens eerste kleurenfilm. 

#### Schema
Op 2 november 1950 begon Kelly met de repetities van het slotballet. Op 6 december begonnen de opnamen die op 8 januari 1951 werden afgesloten. Het ballet zou 17 minuten van de film vullen en kostte al met al zo'n half miljoen dollar. Minnelli en Kelly werkten nauw samen om choreografie, muziek en decors op elkaar af te stemmen. Hoewel Minnelli in zijn autobiografie claimt dat het idee voor het ballet en de uitwerking van hem zijn, blijkt uit de MGM archieven dat Kelly evenveel heeft bijgedragen. Op 6 september 1950 kreeg Arthur Freed van Kelly en Minnelli een uitleg en gaf zijn goedkeuring. Hoewel Minnelli de hele scène in Parijs had willen opnemen, moest hij genoegen nemen met de studio. Onderhandelingen met de eigenaren van La Moulin de la Galette in Parijs over het gebruik van het gebouw voor interieur en exterieuropnamen werden afgebroken.

#### Decors
Zes weken lang zwoegden decorbouwers om de decors te bouwen. Ontwerpster Irene Sharaff ontwierp een verschillende stijl voor elk van de sets voor het ballet. Elke set weerspiegelde de stijl van een Franse impressionistische schilder:
- Raoul Dufy (1877-1953) - Place de la Concorde
- Pierre Auguste Renoir (1841-1919)
- Édouard Manet (1832-1883) - de bloemenmarkt,
- Maurice Utrillo (1883-1955) - een straat in Parijs (Montmartre)
- Henri Rousseau (1844-1910) - de markt
- Vincent van Gogh (1853-1890) - Place de L'Opera
- Henri de Toulouse-Lautrec (1864-1901) - de Moulin Rouge.

Een snelle schets van Jerry van een poort komt uit in de Place de la Concorde (Dufy), die weer overgaat in scènes rond Montmarte (gebaseerd op werk van Utrillo). Zo danst Jerry met Lise door de straten van Parijs, waarbij het werk van steeds een andere schilder de achtergrond inspireert. Kelly valt ook op als de zwarte danser uit het schilderij "Chocolat dansant dans un bar" van Toulouse Lautrec met Caron als de danseres uit de Moulin Rouge, Jane Avril. Dit loopt allemaal door totdat in de climax van het ballet bij de fontein alle figuren uit de verschillende sets weer bij elkaar komen. 
Elke stadium had niet alleen een eigen decor, maar ook bijbehorende kostuums en werd geschoten in een andere lichtsetting. De muziek, de suite An American in Paris, vormt de enige constante.

#### Kritiek
Het had moeite gekost om het slotballet in de film te houden. MGM had geaarzeld en het was name te danken aan studiobaas Louis B. Mayer dat het groene licht was gegeven. Maar de dagen van Mayer waren geteld; na de productie van An American in Paris zou hij vertrekken. De andere studiobazen begonnen meer en meer te twijfelen aan het slotballet en er gingen stemmen op, om dit uit de film te schrappen. Dore Schary die over het budget ging, hield Freed de hand boven het hoofd zodat de film mocht uitkomen met het slotballet. Na de release van de film kwam er ook kritiek van beroepscritici. Men hekelde de lengte van het slotballet, de vage symboliek van de rode bloem uit de openingsopname die weer terugkeert tegen het einde en de opduikende personages bij de fonteinscène.

## Vergelijking
Gene Kelly maakte twee beroemde filmmusicals vlak achter elkaar. Als zodanig ligt de vergelijking voor de hand tussen An American in Paris met Singin' in the Rain, ook een MGM musical (gemaakt in het daaropvolgende jaar), op hetzelfde soort fim (Technicolor), met dezelfde producer en dezelfde acteur in de hoofdrol. Het verhaal is vergelijkbaar in de zin dat de mannelijke hoofdrol achternagezeten wordt door een volwassen vrouw, maar zelf kiest voor een jong meisje. De mannelijke hoofdrol wordt daarbij gesteund door een leeftijdsgenoot en een al wat oudere heer.
Een van de meest opvallende verschillen is dat An American in Paris puur een musical is terwijl Singing in the Rain daarnaast ook een film is, met een verhaal. Een ander belangrijk verschil is dat in An American in Paris de mannelijke leeftijdsgenoot een tegenpool is, een melancholieke en cynische pianist (Oscar Levant), die niet uit zijn stoel te branden is, terwijl in Singin' in the Rain de mannelijke leeftijdsgenoot een energieke maat is (Donald O'Connor), die niet in een stoel wil blijven zitten maar zich samen met Gene Kelly in dansnummer na dansnummer stort. Daarmee is An American in Paris een film die toch vooral door Gene Kelly alleen gedragen wordt, die dat virtuoos doet, met een breed scala aan nummers, van een spontaan ogend zang- en dansnummer met straatkinderen (op straat) tot een gestileerd ballet met een groot dansgezelschap in uitbundig gekleurde kostuums. 
Een opvallend verschil is ook hoe er werd omgegaan met de jonge vrouw die het love-interest speelde. In An American in Paris was dat Leslie Caron, een jonge balletdanseres, die behalve ballet niets kon en door de oorlog nog last had van ondervoeding. Zij werd door Kelly in de watten gelegd, met speciale rustdagen, en nummers werden opgebouwd rond wat ze wel kon. In Singin' in the Rain was dat Debbie Reynolds, die even oud was als Caron was tijdens de opnamen, en ook heel veel niet kon. Debbie Reynolds werd afgebeuld in uitgebreide en moordende repetities totdat ze alle nummers gelijk op mee kon draaien met beide routiniers. Achteraf gaf Kelly aan dat hij blij was dat Debbie Reynolds nog met hem wilde praten, na wat hij haar aangedaan had. Debbie Reynolds gaf later aan dat ze met wat ze geleerd had nog haar hele carrière toe kon.

## Beroemde scènes
Naast het unieke slotballet zijn meer scènes beroemd geworden. Zo is bijvoorbeeld het nummer "Dance in the Mirror" terug te vinden in vrijwel elke documentaire over musicals. Het nummer toont Leslie Caron  in steeds in nieuwe kostuums en steeds verschillende dansstijlen.
Ook de I Got Rhythm scène is veel geprezen, waar Jerry Mulligan de kinderen van Parijs Engelse les geeft. 
Stairway to Paradise werd beroemd vanwege de lichteffecten. Als Guétary van een toneeltrap afdaalt springen per trede die hij opgaat nieuwe lichten aan. 
Pianist Oscar Levant kon zich uitleven in de droomscène rond het Concerto in F. Hij droomt dat hij het klassieke nummer uitvoert in een grote concertzaal, waarbij hij zelf alle instrumenten bespeelt, de dirigent is en uiteindelijk zelfs zijn eigen publiek is dat "meer" en 'bravo" roept. Levant was een persoonlijke vriend van Gershwin en wordt nog altijd gezien als een van de beste uitvoerders van diens werk.

## Muziek

### Nummers
De volgende composities en liedjes zijn te horen (alle met muziek van George Gershwin):
- Nice Work If You Can Get It (Ira Gershwin) - uitgevoerd door Georges Guétary
- By Strauss (Ira Gershwin) - uitgevoerd door Gene Kelly, Georges Guétary en Oscar Levant (ingezongen door Mack MacLean)
- I Got Rhythm (Ira Gershwin) - uitgevoerd door Gene Kelly
- Tra-la-la (This Time It's Really Love) (Ira Gershwin) - uitgevoerd door Gene Kelly en Oscar Levant
- Our Love Is Here to Stay (Ira Gershwin) - uitgevoerd door Gene Kelly
- I'll Build a Stairway to Paradise (Ira Gershwin & Buddy G. DeSylva) - uitgevoerd door Georges Guétary
- Third Movement from 'Concerto in F for Piano and Orchestra' - uitgevoerd door Oscar Levant en The MGM Symphony Orchestra
- 'S Wonderful (Ira Gershwin) - uitgevoerd door Gene Kelly en Georges Guétary
- An American in Paris (arrangement Conrad Salinger) - het MGM Symphony Orchestra

### Achtergrondmuziek
De volgende nummers zijn alleen instrumentaal, als achtergrondmuziek te horen (alle van George Gershwin):
- Embraceable You
- Strike Up the Band
- But Not for Me
- How Long Has This Been Going On?
- Someone to Watch Over Me
- Oh, Lady Be Good
- I've Got a Crush on You, Sweetie Pie

## Prijzen en nominaties

### Academy Awards
Een extra Oscar werd uitgereikt aan Gene Kelly voor zijn hele werk en de Irving G. Thalberg Memorial Award  aan producent Arthur Freed. Verder:
- Beste film (Arthur Freed)
- Beste decors (E. Preston Ames, Cedric Gibbons, F. Keogh Gleason, en Edwin B. Willis)
- Beste cinematografie (John Alton en Alfred Gilks)
- Beste kostuums (Orry-Kelly, Walter Plunkett, en Irene Sharaff)
- Beste filmmuziek (Saul Chaplin and Johnny Green)
- Beste Scenario (Alan Jay Lerner)

Nominaties:
- Beste regie (Vincente Minnelli)
- Beste montage (Adrienne Fazan)

### Golden Globes
- Beste film (Arthur Freed)

Nominaties:
- Beste regie (Vincente Minnelli)
- Beste acteur (Gene Kelly)